# INTERACTIVE Systems Corporation
INTERACTIVE Systems Corporation (ISC) foi uma empresa de software, conhecida por suas versões do Sistema operacional Unix.
Em 1977, ISC foi o primeiro representante comercial de Unix, vendendo o IS/1, uma variação melhorada do Unix Versão 6 para automação de escritórios. A última IS/3 foi um System III melhorado para PDP-11 e VAX.
ISC foi especialmente bem conhecido por suas adaptações do Unix para o IBM PC. O primeiro deles foi uma variação mono-usuário do System III, desenvolvido sob contrato com a IBM, e conhecido como PC/IX (Personal Computer Interactive eXecutive). Posteriormente, os lançamentos da ISC foram chamados de 386/ix e finalmente de INTERACTIVE UNIX System V/386. ISC foi oficialmente o "Principal Produtor" para System V.4 na plataforma Intel pela AT&T.
A ISC também esteve envolvida com o desenvolvimento do VM/IX (Unix foi um SO convidado no VM/CMS), IX/360 (Unix nativo no System/360) e AIX, novamente sob contrato com a IBM. Também foi desenvolvida e vendida a ver~so Unix do Norton Utilities.
Em 26 de Setembro de 1991, a Sun Microsystems e a Eastman Kodak Company anunciaram que a Sun adquiria o negócio de sistemas operacionais Intel-UNIX da ICS.